# Capparis versicolor
Capparis versicolor är en kaprisväxtart som beskrevs av William Griffiths. Capparis versicolor ingår i släktet Capparis och familjen kaprisväxter. Inga underarter finns listade i Catalogue of Life.